# Bantarsari (Pebayuran)
Bantarsari is een bestuurslaag in het regentschap Bekasi van de provincie West-Java, Indonesië. Bantarsari telt 4706 inwoners (volkstelling 2010).